# Coldplay/Diskografie
Diese Diskografie ist eine Übersicht über die musikalischen Werke der britischen Pop-Rock-Band Coldplay und ihrer Pseudonyme wie Los Unidades. Den Quellenangaben und Schallplattenauszeichnungen zufolge verkaufte sie bisher mehr als 186,5 Millionen Tonträger, damit zählt sie zu den Interpreten mit den meisten verkauften Tonträgern weltweit. In Deutschland verkaufte die Band über 9,6 Millionen Tonträger, womit sie zu den Interpreten mit den meisten verkauften Tonträgern des Landes zählt. In ihrer Heimat konnten sie bisher mehr als 50,6 Millionen Tonträger vertreiben.
Ihre erfolgreichste Veröffentlichung ist die Single Something Just Like This mit über 21,5 Millionen verkauften Einheiten. In Deutschland avancierte das Lied zum Millionenseller und zählt damit zu den meistverkauften Singles des Landes. Das Videoalbum Live 2003 verkaufte sich in Deutschland über 100.000 Mal und zählt zu einem der meistverkauften Videoalben des Landes.

## Alben

### Studioalben
| Jahr | Titel Musiklabel                                           | Höchstplatzierung, Gesamtwochen, AuszeichnungChartplatzierungen (Jahr, Titel, Musiklabel, Platzierungen, Wochen, Auszeichnungen, Anmerkungen) | Höchstplatzierung, Gesamtwochen, AuszeichnungChartplatzierungen (Jahr, Titel, Musiklabel, Platzierungen, Wochen, Auszeichnungen, Anmerkungen) | Höchstplatzierung, Gesamtwochen, AuszeichnungChartplatzierungen (Jahr, Titel, Musiklabel, Platzierungen, Wochen, Auszeichnungen, Anmerkungen) | Höchstplatzierung, Gesamtwochen, AuszeichnungChartplatzierungen (Jahr, Titel, Musiklabel, Platzierungen, Wochen, Auszeichnungen, Anmerkungen) | Höchstplatzierung, Gesamtwochen, AuszeichnungChartplatzierungen (Jahr, Titel, Musiklabel, Platzierungen, Wochen, Auszeichnungen, Anmerkungen) | Anmerkungen                                                  |
| Jahr | Titel Musiklabel                                           | DE | AT | CH | UK | US | Anmerkungen                                                  |
| ---- | ---------------------------------------------------------- | --- | --- | --- | --- | --- | ------------------------------------------------------------ |
| 2000 | Parachutes Parlophone (EMI)                                | DE54 Gold · (30 Wo.)DE | AT36 a (9 Wo.)AT | CH38 Gold · (40 Wo.)CH | UK1 ×9Neunfachplatin · (193 Wo.)UK | US51 ×2Doppelplatin · (80 Wo.)US | Erstveröffentlichung: 10. Juli 2000 Verkäufe: + 10.230.000   |
| 2002 | A Rush of Blood to the Head Parlophone (EMI)               | DE1 ×2Doppelplatin · (101 Wo.)DE | AT10 Platin · (57 Wo.)AT | CH1 Gold · (96 Wo.)CH | UK1 ×10Zehnfachplatin · (150 Wo.)UK | US5 ×4Vierfachplatin · (108 Wo.)US | Erstveröffentlichung: 12. August 2002 Verkäufe: + 15.000.000 |
| 2005 | X&Y Parlophone (EMI)                                       | DE1 ×3Dreifachplatin · (64 Wo.)DE | AT1 Platin · (58 Wo.)AT | CH1 ×2Doppelplatin · (58 Wo.)CH | UK1 ×9Neunfachplatin · (111 Wo.)UK | US1 ×3Dreifachplatin · (67 Wo.)US | Erstveröffentlichung: 3. Juni 2005 Verkäufe: + 13.000.000    |
| 2008 | Viva la Vida or Death and All His Friends Parlophone (EMI) | DE1 ×7Siebenfachgold · (62 Wo.)DE | AT1 ×2Doppelplatin · (41 Wo.)AT | CH1 ×3Dreifachplatin · (72 Wo.)CH | UK1 ×5Fünffachplatin · (86 Wo.)UK | US1 ×2Doppelplatin · (78 Wo.)US | Erstveröffentlichung: 13. Juni 2008 Verkäufe: + 10.000.000   |
| 2011 | Mylo Xyloto Parlophone (EMI)                               | DE1 ×2Doppelplatin · (46 Wo.)DE | AT2 Gold · (42 Wo.)AT | CH1 ×2Doppelplatin · (58 Wo.)CH | UK1 ×5Fünffachplatin · (79 Wo.)UK | US1 Platin · (54 Wo.)US | Erstveröffentlichung: 21. Oktober 2011 Verkäufe: + 8.000.000 |
| 2014 | Ghost Stories Parlophone (WMG)                             | DE1 ×3Dreifachgold · (41 Wo.)DE | AT2 Platin · (26 Wo.)AT | CH1 ×2Doppelplatin · (69 Wo.)CH | UK1 ×2Doppelplatin · (57 Wo.)UK | US1 ×2Doppelplatin · (43 Wo.)US | Erstveröffentlichung: 16. Mai 2014 Verkäufe: + 4.217.500     |
| 2015 | A Head Full of Dreams Parlophone (WMG)                     | DE3 ×2Doppelplatin · (57 Wo.)DE | AT4 Gold · (64 Wo.)AT | CH1 Platin · (87 Wo.)CH | UK1 ×4Vierfachplatin · (97 Wo.)UK | US2 Platin · (65 Wo.)US | Erstveröffentlichung: 4. Dezember 2015 Verkäufe: + 5.000.000 |
| 2019 | Everyday Life Parlophone (WMG)                             | DE4 (14 Wo.)DE | AT5 (11 Wo.)AT | CH1 (30 Wo.)CH | UK1 Platin · (16 Wo.)UK | US7 (6 Wo.)US | Erstveröffentlichung: 22. November 2019 Verkäufe: + 507.500  |
| 2021 | Music of the Spheres Parlophone (WMG)                      | DE2 (27 Wo.)DE | AT2 (11 Wo.)AT | CH2 (27 Wo.)CH | UK1 Gold · (14 Wo.)UK | US4 (8 Wo.)US | Erstveröffentlichung: 15. Oktober 2021 Verkäufe: + 447.500   |
| 2024 | Moon Music Parlophone (WMG)                                | DE1 (20 Wo.)DE | AT1 (15 Wo.)AT | CH1 (16 Wo.)CH | UK1 Platin · (16 Wo.)UK | US1 (3 Wo.)US | Erstveröffentlichung: 4. Oktober 2024 Verkäufe: + 395.000    |

Frontcover zu X&Y

### Livealben
| Jahr | Titel Musiklabel                                                              | Höchstplatzierung, Gesamtwochen, AuszeichnungChartplatzierungen (Jahr, Titel, Musiklabel, Platzierungen, Wochen, Auszeichnungen, Anmerkungen) | Höchstplatzierung, Gesamtwochen, AuszeichnungChartplatzierungen (Jahr, Titel, Musiklabel, Platzierungen, Wochen, Auszeichnungen, Anmerkungen) | Höchstplatzierung, Gesamtwochen, AuszeichnungChartplatzierungen (Jahr, Titel, Musiklabel, Platzierungen, Wochen, Auszeichnungen, Anmerkungen) | Höchstplatzierung, Gesamtwochen, AuszeichnungChartplatzierungen (Jahr, Titel, Musiklabel, Platzierungen, Wochen, Auszeichnungen, Anmerkungen) | Höchstplatzierung, Gesamtwochen, AuszeichnungChartplatzierungen (Jahr, Titel, Musiklabel, Platzierungen, Wochen, Auszeichnungen, Anmerkungen) | Anmerkungen                                                                        |
| Jahr | Titel Musiklabel                                                              | DE | AT | CH | UK | US | Anmerkungen                                                                        |
| ---- | ----------------------------------------------------------------------------- | --- | --- | --- | --- | --- | ---------------------------------------------------------------------------------- |
| 2003 | Live 2003 Parlophone (EMI)                                                    | DE34 (6 Wo.)DE | — | — | UK46 (5 Wo.)UK | US13 Gold · (17 Wo.)US | Erstveröffentlichung: 30. Oktober 2003 Verkäufe: + 542.500                         |
| 2012 | Live 2012 Parlophone (EMI)                                                    | DE3 (14 Wo.)DE | AT10 (10 Wo.)AT | CH11 (11 Wo.)CH | — | — | Erstveröffentlichung: 16. November 2012 Verkäufe: + 137.500                        |
| 2014 | Ghost Stories – Live 2014 Parlophone (WMG)                                    | DE*DE | — | — | UK— GoldUK | US93 (1 Wo.)US | Erstveröffentlichung: 21. November 2014 Verkäufe: + 156.000; * siehe Ghost Stories |
| 2018 | Live in Buenos Aires auch bekannt als: The Butterfly Package Parlophone (WMG) | DE5 (12 Wo.)DE | AT8 (5 Wo.)AT | CH4 (12 Wo.)CH | UK15 Silber · (5 Wo.)UK | US128 (1 Wo.)US | Erstveröffentlichung: 7. Dezember 2018 Verkäufe: + 110.000                         |

### EPs
| Jahr | Titel Musiklabel                             | Höchstplatzierung, Gesamtwochen, AuszeichnungChartplatzierungen (Jahr, Titel, Musiklabel, Platzierungen, Wochen, Auszeichnungen, Anmerkungen) | Höchstplatzierung, Gesamtwochen, AuszeichnungChartplatzierungen (Jahr, Titel, Musiklabel, Platzierungen, Wochen, Auszeichnungen, Anmerkungen) | Höchstplatzierung, Gesamtwochen, AuszeichnungChartplatzierungen (Jahr, Titel, Musiklabel, Platzierungen, Wochen, Auszeichnungen, Anmerkungen) | Höchstplatzierung, Gesamtwochen, AuszeichnungChartplatzierungen (Jahr, Titel, Musiklabel, Platzierungen, Wochen, Auszeichnungen, Anmerkungen) | Höchstplatzierung, Gesamtwochen, AuszeichnungChartplatzierungen (Jahr, Titel, Musiklabel, Platzierungen, Wochen, Auszeichnungen, Anmerkungen) | Anmerkungen                                                  |
| Jahr | Titel Musiklabel                             | DE | AT | CH | UK | US | Anmerkungen                                                  |
| ---- | -------------------------------------------- | --- | --- | --- | --- | --- | ------------------------------------------------------------ |
| 1998 | Safety Eigenvertrieb                         | — | — | — | — | — | Erstveröffentlichung: 18. Mai 1998 Verkäufe: 500 (limitiert) |
| 1999 | The Blue Room Parlophone (EMI)               | — | — | — | — | — | Erstveröffentlichung: 21. Juni 1999                          |
| 2001 | Trouble – Norwegian Live EP Parlophone (EMI) | — | — | — | — | — | Erstveröffentlichung: 27. August 2001                        |
| 2008 | Prospekt’s March Parlophone (EMI)            | DE47 (1 Wo.)DE | AT46 (1 Wo.)AT | — | UK38 Silber · (3 Wo.)UK | US15 (8 Wo.)US | Erstveröffentlichung: 21. November 2008 Verkäufe: + 60.000   |
| 2017 | Kaleidoscope Parlophone (WMG)                | DE9 (5 Wo.)DE | AT11 (4 Wo.)AT | CH3 (11 Wo.)CH | — | US15 (14 Wo.)US | Erstveröffentlichung: 13. Juli 2017 Verkäufe: + 25.000       |

## Singles
| Jahr | Titel Album                                                      | Höchstplatzierung, Gesamtwochen, AuszeichnungChartplatzierungen (Jahr, Titel, Album, Platzierungen, Wochen, Auszeichnungen, Anmerkungen) | Höchstplatzierung, Gesamtwochen, AuszeichnungChartplatzierungen (Jahr, Titel, Album, Platzierungen, Wochen, Auszeichnungen, Anmerkungen) | Höchstplatzierung, Gesamtwochen, AuszeichnungChartplatzierungen (Jahr, Titel, Album, Platzierungen, Wochen, Auszeichnungen, Anmerkungen) | Höchstplatzierung, Gesamtwochen, AuszeichnungChartplatzierungen (Jahr, Titel, Album, Platzierungen, Wochen, Auszeichnungen, Anmerkungen) | Höchstplatzierung, Gesamtwochen, AuszeichnungChartplatzierungen (Jahr, Titel, Album, Platzierungen, Wochen, Auszeichnungen, Anmerkungen) | Anmerkungen                                                                                            |
| Jahr | Titel Album                                                      | DE | AT | CH | UK | US | Anmerkungen                                                                                            |
| --- | ---------------------------------------------------------------- | --- | --- | --- | --- | --- | --- |
| 1999 | Brothers & Sisters –                                             | — | — | — | UK92 (1 Wo.)UK | — | Erstveröffentlichung: 19. April 1999                                                                   |
| 2000 | Shiver Parachutes                                                | — | — | — | UK35 Silber · (3 Wo.)UK | — | Erstveröffentlichung: 6. März 2000 Verkäufe: + 200.000                                                 |
| 2000 | Yellow Parachutes                                                | DE99 b Platin · (1 Wo.)DE | AT5 c (12 Wo.)AT | CH16 d (16 Wo.)CH | UK4 ×5Fünffachplatin · (56 Wo.)UK | US48 ×4Vierfachplatin · (20 Wo.)US | Erstveröffentlichung: 26. Juni 2000 Verkäufe: + 9.480.000                                              |
| 2000 | Trouble Parachutes                                               | — | — | CH76 (3 Wo.)CH | UK10 Platin · (12 Wo.)UK | — | Erstveröffentlichung: 26. Oktober 2000 Verkäufe: + 700.000                                             |
| 2001 | Don’t Panic Parachutes                                           | — | — | — | UK— SilberUK | — | Erstveröffentlichung: 19. März 2001 Verkäufe: + 200.000                                                |
| 2002 | In My Place A Rush of Blood to the Head                          | DE65 (4 Wo.)DE | — | CH37 (12 Wo.)CH | UK2 Gold · (11 Wo.)UK | — | Erstveröffentlichung: 2. August 2002 Verkäufe: + 470.000                                               |
| 2002 | The Scientist A Rush of Blood to the Head                        | DE26 Platin · (10 Wo.)DE | AT8 (8 Wo.)AT | CH28 (4 Wo.)CH | UK10 ×4Vierfachplatin · (21 Wo.)UK | US— ×4VierfachplatinUS | Erstveröffentlichung: 11. November 2002 Verkäufe: + 8.130.000                                          |
| 2003 | Clocks A Rush of Blood to the Head                               | DE50 (9 Wo.)DE | AT45 e (2 Wo.)AT | CH71 (12 Wo.)CH | UK9 ×2Doppelplatin · (9 Wo.)UK | US29 ×2Doppelplatin · (22 Wo.)US | Erstveröffentlichung: 21. Februar 2003 Verkäufe: + 3.750.000                                           |
| 2003 | God Put a Smile upon Your Face A Rush of Blood to the Head       | — | — | — | UK100 Silber · (1 Wo.)UK | — | Erstveröffentlichung: 7. Juli 2003 Verkäufe: + 200.000                                                 |
| 2005 | Speed of Sound X&Y                                               | DE19 (14 Wo.)DE | AT23 (18 Wo.)AT | CH22 (15 Wo.)CH | UK2 Platin · (26 Wo.)UK | US8 Gold · (20 Wo.)US | Erstveröffentlichung: 11. Mai 2005 Verkäufe: + 1.282.500                                               |
| 2005 | Fix You X&Y                                                      | DE65 (11 Wo.)DE | AT24 f (9 Wo.)AT | CH53 (4 Wo.)CH | UK4 ×4Vierfachplatin · (64 Wo.)UK | US59 ×3Dreifachplatin · (7 Wo.)US | Erstveröffentlichung: 2. September 2005 Verkäufe: + 6.860.000                                          |
| 2005 | Talk X&Y                                                         | DE29 (14 Wo.)DE | AT24 (19 Wo.)AT | CH28 (28 Wo.)CH | UK10 Silber · (14 Wo.)UK | US86 (6 Wo.)US | Erstveröffentlichung: 2. Dezember 2005 Verkäufe: + 200.000                                             |
| 2006 | The Hardest Part X&Y                                             | — | — | CH44 (16 Wo.)CH | — | — | Erstveröffentlichung: 6. April 2006                                                                    |
| 2008 | Violet Hill Viva la Vida or Death and All His Friends            | DE10 (14 Wo.)DE | AT11 (16 Wo.)AT | CH11 (24 Wo.)CH | UK8 Gold · (16 Wo.)UK | US40 (10 Wo.)US | Erstveröffentlichung: 6. Mai 2008 Verkäufe: + 502.500                                                  |
| 2008 | Viva la Vida Viva la Vida or Death and All His Friends           | DE5 ×3Dreifachplatin · (73 Wo.)DE | AT4 g (96 Wo.)AT | CH5 Platin · (137 Wo.)CH | UK1 ×6Sechsfachplatin · (152 Wo.)UK | US1 ×5Fünffachplatin · (51 Wo.)US | Erstveröffentlichung: 12. Juni 2008 Verkäufe: + 12.105.875                                             |
| 2008 | Lost! Viva la Vida or Death and All His Friends                  | DE73 (9 Wo.)DE | AT65 (4 Wo.)AT | CH53 (12 Wo.)CH | UK54 Silber · (6 Wo.)UK | US40* (5 Wo.)US | Erstveröffentlichung: 7. November 2008 Verkäufe: + 200.000; *feat. Jay-Z                               |
| 2009 | Life in Technicolor II Prospekt’s March EP                       | — | AT53 (1 Wo.)AT | CH39 (8 Wo.)CH | UK28 (6 Wo.)UK | — | Erstveröffentlichung: 30. Januar 2009                                                                  |
| 2009 | Strawberry Swing Viva la Vida or Death and All His Friends       | — | — | — | — | — | Erstveröffentlichung: 11. September 2009                                                               |
| 2010 | Christmas Lights –                                               | DE24 Platin · (35 Wo.)DE | AT17 (34 Wo.)AT | CH10 (23 Wo.)CH | UK13 ×2Doppelplatin · (52 Wo.)UK | US25 (3 Wo.)US | Erstveröffentlichung: 26. November 2010 Verkäufe: + 1.730.000                                          |
| 2011 | Every Teardrop Is a Waterfall Mylo Xyloto                        | DE24 (19 Wo.)DE | AT21 (17 Wo.)AT | CH6 Gold · (19 Wo.)CH | UK6 Platin · (22 Wo.)UK | US14 (18 Wo.)US | Erstveröffentlichung: 3. Juni 2011 Verkäufe: + 767.500                                                 |
| 2011 | Paradise Mylo Xyloto                                             | DE12 Platin · (31 Wo.)DE | AT22 (25 Wo.)AT | CH4 (34 Wo.)CH | UK1 ×4Vierfachplatin · (63 Wo.)UK | US15 ×3Dreifachplatin · (32 Wo.)US | Erstveröffentlichung: 12. September 2011 Verkäufe: + 7.505.000                                         |
| 2012 | Charlie Brown Mylo Xyloto                                        | — | — | — | UK22 Platin · (13 Wo.)UK | — | Erstveröffentlichung: 25. Februar 2012 (Remix) Verkäufe: + 615.000                                     |
| 2012 | Princess of China Mylo Xyloto                                    | DE41 (10 Wo.)DE | AT25 (9 Wo.)AT | CH20 (16 Wo.)CH | UK4 ×2Doppelplatin · (27 Wo.)UK | US20 (12 Wo.)US | Erstveröffentlichung: 1. Juni 2012 Verkäufe: + 1.425.900; feat. Rihanna                                |
| 2012 | Hurts Like Heaven Mylo Xyloto                                    | — | — | — | — | — | Erstveröffentlichung: 30. Juli 2012                                                                    |
| 2013 | Atlas The Hunger Games: Catching Fire (O.S.T.)                   | DE19 (3 Wo.)DE | AT31 (1 Wo.)AT | CH10 (4 Wo.)CH | UK12 (3 Wo.)UK | US69 (2 Wo.)US | Erstveröffentlichung: 6. September 2013                                                                |
| 2014 | Magic Ghost Stories                                              | DE14 (24 Wo.)DE | AT21 (17 Wo.)AT | CH5 Gold · (29 Wo.)CH | UK10 Platin · (26 Wo.)UK | US14 Platin · (14 Wo.)US | Erstveröffentlichung: 3. März 2014 Verkäufe: + 2.357.900                                               |
| 2014 | A Sky Full of Stars Ghost Stories                                | DE6 ×2Doppelplatin · (40 Wo.)DE | AT11 Gold · (33 Wo.)AT | CH2 Platin · (65 Wo.)CH | UK9 ×4Vierfachplatin · (46 Wo.)UK | US10 ×4Vierfachplatin · (26 Wo.)US | Erstveröffentlichung: 2. Mai 2014 Verkäufe: + 8.831.700                                                |
| 2014 | Miracles Unbroken (O.S.T.)                                       | — | — | — | UK95 (1 Wo.)UK | — | Erstveröffentlichung: 15. Dezember 2014 Verkäufe: + 25.000                                             |
| 2015 | Adventure of a Lifetime A Head Full of Dreams                    | DE5 Platin · (27 Wo.)DE | AT14 (24 Wo.)AT | CH3 Gold · (30 Wo.)CH | UK7 ×3Dreifachplatin · (45 Wo.)UK | US13 ×3Dreifachplatin · (20 Wo.)US | Erstveröffentlichung: 6. November 2015 Verkäufe: + 6.445.666                                           |
| 2016 | Hymn for the Weekend A Head Full of Dreams                       | DE11 ×2Doppelplatin · (44 Wo.)DE | AT10 Gold · (45 Wo.)AT | CH7 ×2Doppelplatin · (71 Wo.)CH | UK6 ×4Vierfachplatin · (49 Wo.)UK | US25 ×5Fünffachplatin · (23 Wo.)US | Erstveröffentlichung: 25. Januar 2016 Verkäufe: + 10.370.700; feat. Beyoncé                            |
| 2016 | Up&Up A Head Full of Dreams                                      | DE79 (1 Wo.)DE | AT65 (3 Wo.)AT | CH32 (3 Wo.)CH | UK71 Gold · (4 Wo.)UK | — | Erstveröffentlichung: 22. April 2016 Verkäufe: + 610.000                                               |
| 2016 | Everglow A Head Full of Dreams                                   | DE42 (2 Wo.)DE | AT44 (1 Wo.)AT | CH16 (3 Wo.)CH | UK52 Platin · (13 Wo.)UK | — | Erstveröffentlichung: 11. November 2016 Verkäufe: + 890.000                                            |
| 2017 | Something Just Like This Kaleidoscope EP • Memories… Do Not Open | DE4 ×3Dreifachplatin · (52 Wo.)DE | AT2 Platin · (47 Wo.)AT | CH3 ×4Vierfachplatin · (60 Wo.)CH | UK2 ×5Fünffachplatin · (45 Wo.)UK | US3 Diamant · (39 Wo.)US | Erstveröffentlichung: 22. Februar 2017 Verkäufe: + 21.500.000; mit The Chainsmokers                    |
| 2018 | E-Lo –                                                           | — | — | — | — | — | Erstveröffentlichung: 30. November 2018 als Los Unidades mit Pharrell Williams feat. Jozzy             |
| 2019 | Orphans / Arabesque Everyday Life                                | DE94 (1 Wo.)DE | — | CH25 (6 Wo.)CH | UK27 Gold · (11 Wo.)UK | — | Erstveröffentlichung: 4. November 2019 Verkäufe: + 655.000                                             |
| 2021 | Higher Power Music of the Spheres                                | DE35 Gold · (26 Wo.)DE | AT51 Platin · (18 Wo.)AT | CH18 (25 Wo.)CH | UK12 Platin · (21 Wo.)UK | US53 (2 Wo.)US | Erstveröffentlichung: 6. Mai 2021 Verkäufe: + 1.355.000                                                |
| 2021 | My Universe Music of the Spheres                                 | DE13 Gold · (32 Wo.)DE | AT29 Platin · (25 Wo.)AT | CH11 ×2Doppelplatin · (33 Wo.)CH | UK3 Platin · (19 Wo.)UK | US1 Platin · (17 Wo.)US | Erstveröffentlichung: 24. September 2021 Verkäufe: + 3.183.333; mit BTS                                |
| 2022 | Let Somebody Go Music of the Spheres                             | DE74 (1 Wo.)DE | AT69 (1 Wo.)AT | CH27 (2 Wo.)CH | UK24 Silber · (4 Wo.)UK | US91 (1 Wo.)US | Erstveröffentlichung: 7. Februar 2022 Verkäufe: + 425.000; feat. Selena Gomez                          |
| 2024 | Feels Like I’m Falling in Love Moon Music                        | DE31 (17 Wo.)DE | AT3 Gold · (13 Wo.)AT | CH19 Gold · (18 Wo.)CH | UK16 Gold · (19 Wo.)UK | US81 (1 Wo.)US | Erstveröffentlichung: 21. Juni 2024 Verkäufe: + 670.000                                                |
| 2024 | We Pray Moon Music                                               | DE40 (37 Wo.)DE | AT28 Gold · (8 Wo.)AT | CH22 (19 Wo.)CH | UK20 Silber · (10 Wo.)UK | US87 (1 Wo.)US | Erstveröffentlichung: 23. August 2024 Verkäufe: + 512.500 feat. Burna Boy, Elyanna, Little Simz & Tini |
| 2024 | All My Love Moon Music                                           | — | — | CH49 (1 Wo.)CH | UK43 (2 Wo.)UK | — | Erstveröffentlichung: 3. Oktober 2024                                                                  |
| Folgende Lieder erschienen nicht als Single, wurden aber durch das Album zum Download und Streaming bereitgestellt und konnten somit eine Platzierung erlangen: |                                                                  | | | | | | |
| |                                                                  | | | | | | |
| 2010 | A Message 2010 Hope for Haiti Now                                | — | — | — | UK88 (1 Wo.)UK | — | Charteinstieg: 6. Februar 2010                                                                         |
| 2011 | Moving to Mars Every Teardrop Is a Waterfall                     | — | — | — | — | US90 (1 Wo.)US | Charteinstieg: 16. Juli 2011                                                                           |
| 2011 | Major Minus Every Teardrop Is a Waterfall                        | — | — | — | — | US92 (1 Wo.)US | Charteinstieg: 16. Juli 2011                                                                           |
| 2014 | Another’s Arms Ghost Stories                                     | — | — | CH52 (1 Wo.)CH | UK70 (1 Wo.)UK | — | Charteinstieg: 25. Mai 2014                                                                            |
| 2019 | Church Everyday Life                                             | — | — | — | UK94 (1 Wo.)UK | — | Charteinstieg: 29. November 2019                                                                       |
| 2025 | Sparks Parachutes                                                | — | — | — | UK30 Platin · (… Wo.)UK | US79 (… Wo.)US | Charteinstieg: 26. Juni 2025 Verkäufe: + 975.000                                                       |

## Videoalben und Musikvideos

### Videoalben
| Jahr | Titel Musiklabel                             | Höchstplatzierung, Gesamtwochen, AuszeichnungChartplatzierungen (Jahr, Titel, Musiklabel, Platzierungen, Wochen, Auszeichnungen, Anmerkungen) | Höchstplatzierung, Gesamtwochen, AuszeichnungChartplatzierungen (Jahr, Titel, Musiklabel, Platzierungen, Wochen, Auszeichnungen, Anmerkungen) | Höchstplatzierung, Gesamtwochen, AuszeichnungChartplatzierungen (Jahr, Titel, Musiklabel, Platzierungen, Wochen, Auszeichnungen, Anmerkungen) | Höchstplatzierung, Gesamtwochen, AuszeichnungChartplatzierungen (Jahr, Titel, Musiklabel, Platzierungen, Wochen, Auszeichnungen, Anmerkungen) | Höchstplatzierung, Gesamtwochen, AuszeichnungChartplatzierungen (Jahr, Titel, Musiklabel, Platzierungen, Wochen, Auszeichnungen, Anmerkungen) | Anmerkungen                                                                     |
| Jahr | Titel Musiklabel                             | DE | AT | CH | UK | US | Anmerkungen                                                                     |
| ---- | -------------------------------------------- | --- | --- | --- | --- | --- | ------------------------------------------------------------------------------- |
| 2003 | Live 2003 Parlophone (EMI)                   | DE* ×2DoppelplatinDE | AT2 Gold · (11 Wo.)AT | CH*CH | UK2 ×2Doppelplatin · (52 Wo.)UK | US— ×6SechsfachplatinUS | Erstveröffentlichung: 1. November 2003 Verkäufe: + 1.031.000; * siehe Livealbum |
| 2012 | Live 2012 Capitol Records • Parlophone (EMI) | DE*DE | — | CH1 (14 Wo.)CH | UK1 ×4Vierfachplatin · (270 Wo.)UK | — | Erstveröffentlichung: 15. Juni 2012 Verkäufe: + 439.000; * siehe Livealbum      |
| 2014 | Ghost Stories – Live 2014 Parlophone (WMG)   | DE*DE | — | — | UK2 (50 Wo.)UK | — | Erstveröffentlichung: 21. November 2014 * siehe Ghost Stories                   |

### Musikvideos
| Jahr | Titel                          | Regie                                                              |
| ---- | ------------------------------ | ------------------------------------------------------------------ |
| 1999 | Bigger Stronger                | Mat Whitecross                                                     |
| 2000 | Shiver                         | Grant Gee                                                          |
| 2000 | Yellow                         | James Frost, Alexander Orlando Smith                               |
| 2000 | Trouble                        | Sophie Muller (European-Version) Tim Hope (US-Version)             |
| 2001 | Don’t Panic                    | Tim Hope                                                           |
| 2002 | In My Place                    | Sophie Muller                                                      |
| 2002 | The Scientist                  | Jamie Thraves                                                      |
| 2003 | Clocks                         | Dominic Leung                                                      |
| 2003 | God Put a Smile upon Your Face | Jamie Thraves                                                      |
| 2005 | Speed of Sound                 | Mark Romanek                                                       |
| 2005 | Fix You                        | Sophie Muller                                                      |
| 2005 | Talk                           | Anton Corbijn                                                      |
| 2006 | The Hardest Part               | Mary Wigmore                                                       |
| 2008 | Violet Hill                    | Asa Mader (Version 1) Mat Whitecross (Version 2)                   |
| 2008 | Viva la Vida                   | Hype Williams (Version 1) Anton Corbijn (Version 2)                |
| 2008 | Lost                           | Mat Whitecross (Lost! + Lost+) Paul O’Brien (Lost?)                |
| 2008 | Lovers in Japan                | Mat Whitecross                                                     |
| 2009 | Life in Technicolor II         | Dougal Wilson                                                      |
| 2009 | Strawberry Swing               | Shynola                                                            |
| 2010 | Christmas Lights               | Mat Whitecross                                                     |
| 2011 | Every Teardrop Is a Waterfall  | Mat Whitecross                                                     |
| 2011 | Paradise                       | Mat Whitecross, Shynola                                            |
| 2011 | Charlie Brown                  | Mat Whitecross                                                     |
| 2012 | Princess of China              | Alan Bibby, Adria Petty                                            |
| 2012 | Hurts Like Heaven              | Mark Osborne                                                       |
| 2014 | Midnight                       | Mary Wigmore                                                       |
| 2014 | Magic                          | Jonas Åkerlund                                                     |
| 2014 | A Sky Full of Stars            | Mat Whitecross (Version 1) Matt Clark, Chris Davenport (Version 2) |
| 2014 | True Love                      | Jonas Åkerlund                                                     |
| 2014 | Always in My Head              | Alasdair Brotherston, Jock Mooney                                  |
| 2014 | All Your Friends               | Coldplay                                                           |
| 2014 | Ink                            | Matthew Encina                                                     |
| 2015 | Ghost Story                    | Coldplay                                                           |
| 2016 | Birds                          | James Marcus Haney                                                 |
| 2016 | A Head Full of Dreams          | James Marcus Haney                                                 |
| 2016 | Everglow                       | Ben Mor (Version 1) Joe Connor (Version 2)                         |
| 2017 | Amazing Day                    | Coldplay                                                           |
| 2017 | Something Just Like This       | James Zwadlo (Original) Mat Whitecross (Tokyo Remix)               |
| 2017 | Miracles                       | Ben Mor                                                            |
| 2019 | Daddy                          | Asa Lucander                                                       |
| 2021 | Higher Power                   | Dave Meyers (Original) Songhee Choi (Dance Version)                |
| 2021 | My Universe                    | Dave Meyers                                                        |
| 2022 | Let Somebody Go                | Dave Meyers                                                        |
| 2022 | Biutyful                       | Mat Whitecross                                                     |
| 2022 | Humankind                      | Stevie Rae Gibbs, James Marcus Haney                               |
| 2024 | Feels Like I’m Falling in Love | Ben Mor                                                            |
| 2024 | All My Love                    | Spike Jonze, Mary Wigmore                                          |

## Boxsets
| Jahr | Titel Musiklabel                                                                                  | Höchstplatzierung, Gesamtwochen, AuszeichnungChartplatzierungen (Jahr, Titel, Musiklabel, Platzierungen, Wochen, Auszeichnungen, Anmerkungen) | Höchstplatzierung, Gesamtwochen, AuszeichnungChartplatzierungen (Jahr, Titel, Musiklabel, Platzierungen, Wochen, Auszeichnungen, Anmerkungen) | Höchstplatzierung, Gesamtwochen, AuszeichnungChartplatzierungen (Jahr, Titel, Musiklabel, Platzierungen, Wochen, Auszeichnungen, Anmerkungen) | Höchstplatzierung, Gesamtwochen, AuszeichnungChartplatzierungen (Jahr, Titel, Musiklabel, Platzierungen, Wochen, Auszeichnungen, Anmerkungen) | Höchstplatzierung, Gesamtwochen, AuszeichnungChartplatzierungen (Jahr, Titel, Musiklabel, Platzierungen, Wochen, Auszeichnungen, Anmerkungen) | Anmerkungen                                                |
| Jahr | Titel Musiklabel                                                                                  | DE | AT | CH | UK | US | Anmerkungen                                                |
| ---- | ------------------------------------------------------------------------------------------------- | --- | --- | --- | --- | --- | ---------------------------------------------------------- |
| 2007 | The Singles 1999–2006 Parlophone (EMI)                                                            | — | — | — | — | — | Erstveröffentlichung: 23. März 2007                        |
| 2012 | Limited Edition Tour Pack auch bekannt als: 4 CD Catalogue Set Capitol Records • Parlophone (EMI) | — | — | — | UK80 Silber · (1 Wo.)UK | — | Erstveröffentlichung: 23. November 2012 Verkäufe: + 92.500 |

## Promoveröffentlichungen
Promo-Singles

| Jahr | Titel Album                                           | Höchstplatzierung, Gesamtwochen, AuszeichnungChartplatzierungen (Jahr, Titel, Album, Platzierungen, Wochen, Auszeichnungen, Anmerkungen) | Höchstplatzierung, Gesamtwochen, AuszeichnungChartplatzierungen (Jahr, Titel, Album, Platzierungen, Wochen, Auszeichnungen, Anmerkungen) | Höchstplatzierung, Gesamtwochen, AuszeichnungChartplatzierungen (Jahr, Titel, Album, Platzierungen, Wochen, Auszeichnungen, Anmerkungen) | Höchstplatzierung, Gesamtwochen, AuszeichnungChartplatzierungen (Jahr, Titel, Album, Platzierungen, Wochen, Auszeichnungen, Anmerkungen) | Höchstplatzierung, Gesamtwochen, AuszeichnungChartplatzierungen (Jahr, Titel, Album, Platzierungen, Wochen, Auszeichnungen, Anmerkungen) | Anmerkungen                                                                     |
| Jahr | Titel Album                                           | DE | AT | CH | UK | US | Anmerkungen                                                                     |
| ---- | ----------------------------------------------------- | --- | --- | --- | --- | --- | ------------------------------------------------------------------------------- |
| 2002 | Green Eyes A Rush of Blood to the Head                | — | — | — | UK— SilberUK | — | Erstveröffentlichung: 2002                                                      |
| 2003 | One I Love Live 2003                                  | — | — | — | — | — | Erstveröffentlichung: 2003                                                      |
| 2003 | Moses Live 2003                                       | — | — | — | — | — | Erstveröffentlichung: 6. Oktober 2003                                           |
| 2003 | 2000 Miles –                                          | — | — | — | — | — | Erstveröffentlichung: 2. Dezember 2003                                          |
| 2005 | Murder The Singles 1999–2006                          | — | — | — | — | — | Erstveröffentlichung: 6. Juni 2005                                              |
| 2005 | Proof X&Y (Special Dutch Edition)                     | — | — | — | — | — | Erstveröffentlichung: 7. Juni 2005                                              |
| 2005 | Things I Don’t Understand X&Y (Special Dutch Edition) | — | — | — | — | — | Erstveröffentlichung: 12. Juli 2005                                             |
| 2006 | What If X&Y                                           | — | — | — | — | — | Erstveröffentlichung: 26. Juni 2006 7″-Single                                   |
| 2007 | Clocks Rhythms del Mundo – Cuba                       | — | — | — | — | — | Erstveröffentlichung: 2007 The Buena Vista Sound feat. Coldplay                 |
| 2008 | 42 Viva la Vida or Death and All His Friends          | — | — | — | — | — | Erstveröffentlichung: 2008 Verkäufe: + 100.000                                  |
| 2008 | A Spell a Rebel Yell –                                | — | — | — | — | — | Erstveröffentlichung: Juni 2008 auch als B-Seite von Violet Hill veröffentlicht |
| 2008 | Lhuna –                                               | — | — | — | — | — | Erstveröffentlichung: 1. Dezember 2008 feat. Kylie Minogue                      |
| 2012 | Up with the Birds Mylo Xyloto                         | — | — | — | — | — | Erstveröffentlichung: 21. April 2012 7″-Single                                  |
| 2012 | Up in Flames Mylo Xyloto                              | — | — | — | — | — | Erstveröffentlichung: 24. November 2012                                         |
| 2014 | Wish I Was Here (O.S.T.)                              | — | — | — | — | — | Erstveröffentlichung: 2014 mit Cat Power                                        |
| 2014 | Midnight Ghost Stories                                | DE44 (3 Wo.)DE | AT26 (4 Wo.)AT | CH19 (3 Wo.)CH | UK48 Silber · (2 Wo.)UK | US29 (3 Wo.)US | Erstveröffentlichung: 19. April 2014 Verkäufe: + 215.000; RSD-Veröffentlichung  |
| 2014 | True Love Mylo Xyloto                                 | — | — | — | — | — | Erstveröffentlichung: 14. August 2014                                           |
| 2014 | Ink Mylo Xyloto                                       | — | — | — | — | — | Erstveröffentlichung: 13. Oktober 2014 Verkäufe: + 30.000                       |
| 2016 | A Head Full of Dreams                                 | — | — | — | UK— SilberUK | — | Erstveröffentlichung: 22. August 2016 Verkäufe: + 280.000                       |
| 2017 | Hypnotised Kaleidoscope EP                            | — | — | CH45 (1 Wo.)CH | UK70 (1 Wo.)UK | — | Erstveröffentlichung: 2. März 2017                                              |
| 2017 | All I Can Think About Is You Kaleidoscope EP          | — | — | — | — | — | Erstveröffentlichung: 15. Juni 2017                                             |
| 2017 | Aliens Kaleidoscope EP                                | — | — | — | — | — | Erstveröffentlichung: 6. Juli 2017                                              |
| 2017 | Miracles (Someone Special) Kaleidoscope EP            | — | — | — | — | — | Erstveröffentlichung: 14. Juli 2017 feat. Big Sean                              |
| 2019 | Arabesque / Orphans Everyday Life                     | — | — | — | — | — | Erstveröffentlichung: 25. Oktober 2019 7″-Single                                |
| 2019 | Everyday Life                                         | — | — | CH43 (2 Wo.)CH | — | — | Erstveröffentlichung: 3. November 2019 Verkäufe: + 250.000                      |
| 2019 | Daddy Everyday Life                                   | — | — | — | — | — | Erstveröffentlichung: 20. November 2019                                         |
| 2019 | Champion of the World Everyday Life                   | — | — | CH56 (1 Wo.)CH | UK93 (1 Wo.)UK | — | Erstveröffentlichung: 20. November 2019                                         |
| 2020 | Cry Cry Cry Everyday Life                             | — | — | — | — | — | Erstveröffentlichung: 28. Februar 2020                                          |
| 2020 | Trouble in Town Everyday Life                         | — | — | — | — | — | Erstveröffentlichung: 10. Juli 2020                                             |
| 2020 | Flags Everyday Life (Japanese Edition)                | — | — | — | — | — | Erstveröffentlichung: 21. Dezember 2020                                         |
| 2021 | Coloratura Music of the Spheres                       | — | — | — | — | — | Erstveröffentlichung: 23. Juli 2021                                             |

Freetracks
| Jahr | Titel Album                                     | Anmerkungen                         |
| ---- | ----------------------------------------------- | ----------------------------------- |
| 2008 | Death Will Never Conquer LeftRightLeftRightLeft | Erstveröffentlichung: 14. Juli 2008 |

## Sonderveröffentlichungen

### Alben
| Jahr | Titel Musiklabel                                                          | Anmerkungen                                                   |
| ---- | ------------------------------------------------------------------------- | ------------------------------------------------------------- |
| 2007 | Parachutes / A Rush of Blood to the Head / Live 2003 Virgin Records (EMI) | Erstveröffentlichung: 26. Oktober 2007 Label-Veröffentlichung |

| Jahr | Titel Musiklabel                                                   | Anmerkungen                                                                          |
| ---- | ------------------------------------------------------------------ | ------------------------------------------------------------------------------------ |
| 2000 | Acoustic Parlophone (EMI)                                          | Erstveröffentlichung: 2000 Beilage im The Independent                                |
| 2001 | Mince Spies Parlophone (EMI)                                       | Erstveröffentlichung: 30. November 2001 Fanklub-Veröffentlichung                     |
| 2011 | iTunes Festival London 2011 Parlophone (EMI)                       | Erstveröffentlichung: 18. September 2011 Veröffentlichung nur über iTunes            |
| 2011 | American Express Unstaged – Live from Madrid American Express (AE) | Erstveröffentlichung: 4. November 2011 Veröffentlichung nur über American Express    |
| 2011 | Live in Madrid Parlophone (EMI)                                    | Erstveröffentlichung: 23. November 2011 Veröffentlichung nur über Google Music Store |
| 2016 | Live from Spotify London Parlophone (WMG)                          | Erstveröffentlichung: 16. Dezember 2016 Veröffentlichung nur über Spotify            |
| 2020 | Reimagined Parlophone (WMG)                                        | Erstveröffentlichung: 21. Februar 2020 Veröffentlichung nur über iTunes              |
| 2021 | Live from Climate Pledge Arena Parlophone (WMG)                    | Erstveröffentlichung: 5. November 2021 Teil der „Amazon-Original“-Reihe              |

| Jahr | Titel Musiklabel                        | Anmerkungen                                                          |
| ---- | --------------------------------------- | -------------------------------------------------------------------- |
| 2009 | LeftRightLeftRightLeft Parlophone (EMI) | Erstveröffentlichung: 15. Mai 2009 Gratis-Album                      |
| 2018 | Live in Toyko Parlophone (WMG)          | Erstveröffentlichung: 7. Dezember 2018 Veröffentlichung nur in Japan |

| Jahr | Titel Musiklabel                                                                   | Anmerkungen                                                              |
| ---- | ---------------------------------------------------------------------------------- | ------------------------------------------------------------------------ |
| 2006 | A Rush of Blood to the Head + Parachutes EMI Music (EMI)                           | Erstveröffentlichung: 2. Oktober 2006 Teil der „2-CD-Originals“-Reihe    |
| 2011 | Viva la Vida or Death and All His Friends + X&Y EMI Music (EMI)                    | Erstveröffentlichung: 12. September 2011 Teil der „2-CD-Originals“-Reihe |
| 2019 | A Head Full of Dreams + Viva la Vida or Death and All His Friends Parlophone (WMG) | Erstveröffentlichung: 9. August 2019 Teil der „2-CD-Originals“-Reihe     |
| 2019 | Ghost Stories + X&Y Parlophone (WMG)                                               | Erstveröffentlichung: 4. Oktober 2019 Teil der „2-CD-Originals“-Reihe    |

### Lieder
| Jahr | Titel Album                     | Anmerkungen                                                                                      |
| ---- | ------------------------------- | ------------------------------------------------------------------------------------------------ |
| 2006 | Clocks Rhythms del Mundo – Cuba | Erstveröffentlichung: 10. November 2006 The Buena Vista Sound feat. Coldplay                     |
| 2010 | Relojes Revival                 | Erstveröffentlichung: 23. Juli 2010 Rhythms Del Mundo feat. Coldplay Original: Coldplay – Clocks |

| Jahr | Titel Album                                                                   | Anmerkungen                                                  |
| ---- | ----------------------------------------------------------------------------- | ------------------------------------------------------------ |
| 2005 | Bitter Sweet Symphony (Live) Live 8                                           | Erstveröffentlichung: 8. November 2005 Original: The Verve   |
| 2005 | Fix You (Live) Live 8                                                         | Erstveröffentlichung: 8. November 2005                       |
| 2005 | In My Place (Live) Live 8                                                     | Erstveröffentlichung: 8. November 2005                       |
| 2010 | A Message 2010 Hope for Haiti Now                                             | Erstveröffentlichung: 23. Januar 2010                        |
| 2012 | We Can Work It Out (Live) A MusiCares Tribute to Paul McCartney               | Erstveröffentlichung: 10. Februar 2012 Original: The Beatles |
| 2017 | Fix You (Live) One Love Manchester                                            | Erstveröffentlichung: 6. Juni 2017                           |
| 2017 | Viva la Vida (Live) One Love Manchester                                       | Erstveröffentlichung: 6. Juni 2017                           |
| 2018 | We All Fall in Love Sometimes Revamp: The Songs of Elton John & Bernie Taupin | Erstveröffentlichung: 6. April 2018 Original: Elton John     |

| Jahr | Titel Soundtrack                            | Anmerkungen                                       |
| ---- | ------------------------------------------- | ------------------------------------------------- |
| 2004 | Don’t Panic Garden State                    | Erstveröffentlichung: 10. August 2004             |
| 2006 | Warning Sign Der letzte Kuss                | Erstveröffentlichung: 8. August 2006              |
| 2013 | Atlas Die Tribute von Panem – Catching Fire | Erstveröffentlichung: 15. November 2013           |
| 2014 | Yellow Boyhood                              | Erstveröffentlichung: 8. Juli 2014                |
| 2014 | Wish I Was Here                             | Erstveröffentlichung: 18. Juli 2014 mit Cat Power |
| 2014 | Miracles Unbroken                           | Erstveröffentlichung: 12. Dezember 2014           |

### Videoalben
| Jahr | Titel Musiklabel                   | Anmerkungen                                                                           |
| ---- | ---------------------------------- | ------------------------------------------------------------------------------------- |
| 2006 | X&Y – DVD Parlophone (EMI)         | Erstveröffentlichung: 2006 Teil von X&Y (Australian/South East Asia Tour Edition)     |
| 2018 | Live in São Paulo Parlophone (WMG) | Erstveröffentlichung: 7. Dezember 2018 Teil von Live in Buenos Aires (Deluxe Edition) |

## Statistik

### Chartauswertung
|                     | DE     | AT     | CH     | UK     | US     |
| ------------------- | ------ | ------ | ------ | ------ | ------ |
| Nummer-eins-Alben   | DE6DE  | AT3AT  | CH8CH  | UK10UK | US5US  |
| Top-10-Alben        | DE12DE | AT11AT | CH11CH | UK10UK | US9US  |
| Alben in den Charts | DE15DE | AT14AT | CH13CH | UK14UK | US15US |

|                       | DE     | AT     | CH     | UK     | US     |
| --------------------- | ------ | ------ | ------ | ------ | ------ |
| Nummer-eins-Singles   | DE—DE  | AT—AT  | CH—CH  | UK2UK  | US2US  |
| Top-10-Singles        | DE5DE  | AT6AT  | CH10CH | UK19UK | US5US  |
| Singles in den Charts | DE29DE | AT28AT | CH38CH | UK43UK | US27US |

|                          | DE    | AT    | CH    | UK    | US    |
| ------------------------ | ----- | ----- | ----- | ----- | ----- |
| Nummer-eins-Videoalben   | DE—DE | AT—AT | CH1CH | UK1UK | US—US |
| Top-10-Videoalben        | DE—DE | AT1AT | CH1CH | UK3UK | US—US |
| Videoalben in den Charts | DE—DE | AT1AT | CH1CH | UK3UK | US—US |

### Auszeichnungen für Musikverkäufe
Die Lieder Birds und Fun wurden weder als Single veröffentlicht, noch konnten sie aufgrund von hohen Download- oder Streamingzahlen die Charts erreichen, dennoch wurden die Lieder mit Tonträgerauszeichnungen ausgezeichnet.
| Land/RegionAuszeichnungen für Musikverkäufe (Land/Region, Auszeichnungen, Verkäufe, Quellen) | Silber       | Gold         | Platin         | Diamant       | Verkäufe     | Quellen                                                   |
| -------------------------------------------------------------------------------------------- | ------------ | ------------ | -------------- | ------------- | ------------ | --------------------------------------------------------- |
| Argentinien (CAPIF)                                                                          | —            | 2× Gold2     | 12× Platin12   | —             | 498.000      | capif.org.ar                                              |
| Australien (ARIA)                                                                            | —            | 2× Gold2     | 136× Platin136 | —             | 8.765.000    | aria.com.au                                               |
| Belgien (BRMA)                                                                               | —            | 4× Gold4     | 20× Platin20   | —             | 785.000      | ultratop.be                                               |
| Brasilien (PMB)                                                                              | —            | 3× Gold3     | 8× Platin8     | 5× Diamant5   | 1.340.000    | pro-musicabr.org.br                                       |
| Chile (IFPI)                                                                                 | —            | Gold1        | Platin1        | —             | 20.000       | Einzelnachweise                                           |
| Dänemark (IFPI)                                                                              | —            | 10× Gold10   | 58× Platin58   | —             | 3.002.500    | ifpi.dk                                                   |
| Deutschland (BVMI)                                                                           | —            | 5× Gold5     | 30× Platin30   | —             | 9.650.000    | musikindustrie.de                                         |
| Europa (IFPI)                                                                                | —            | —            | 21× Platin21   | —             | (21.000.000) | ifpi.org (Memento vom 1. Januar 2014 im Internet Archive) |
| Finnland (IFPI)                                                                              | —            | 2× Gold2     | 3× Platin3     | —             | 99.824       | ifpi.fi                                                   |
| Frankreich (SNEP)                                                                            | —            | 14× Gold14   | 15× Platin15   | 5× Diamant5   | 4.528.032    | infodisc.fr snepmusique.com                               |
| Griechenland (IFPI)                                                                          | —            | 3× Gold3     | 2× Platin2     | —             | 67.500       | Einzelnachweise                                           |
| Hongkong (IFPI/HKRIA)                                                                        | —            | —            | Platin1        | —             | 20.000       | Einzelnachweise                                           |
| Irland (IRMA)                                                                                | —            | —            | 14× Platin14   | —             | 210.000      | irishcharts.ie                                            |
| Island (IFPI)                                                                                | —            | Gold1        | —              | —             | 6.000        | Einzelnachweise                                           |
| Italien (FIMI)                                                                               | —            | 15× Gold15   | 77× Platin77   | —             | 4.520.000    | fimi.it                                                   |
| Japan (RIAJ)                                                                                 | —            | 6× Gold6     | 2× Platin2     | —             | 750.000      | riaj.or.jp JP2 JP3                                        |
| Kanada (MC)                                                                                  | —            | 6× Gold6     | 55× Platin55   | —             | 3.970.000    | musiccanada.com                                           |
| Kolumbien (ASINCOL)                                                                          | —            | —            | 4× Platin4     | —             | 40.000       | Einzelnachweise                                           |
| Mexiko (AMPROFON)                                                                            | —            | 6× Gold6     | 11× Platin11   | 3× Diamant3   | 2.250.000    | amprofon.com.mx                                           |
| Neuseeland (RMNZ)                                                                            | —            | 9× Gold9     | 84× Platin84   | —             | 2.182.500    | aotearoamusiccharts.co.nz NZ2 NZ3                         |
| Niederlande (NVPI)                                                                           | —            | Gold1        | 6× Platin6     | —             | 430.000      | nvpi.nl                                                   |
| Norwegen (IFPI)                                                                              | —            | —            | 8× Platin8     | —             | 311.000      | ifpi.no NO2                                               |
| Österreich (IFPI)                                                                            | —            | 7× Gold7     | 8× Platin8     | —             | 322.500      | ifpi.at                                                   |
| Polen (ZPAV)                                                                                 | —            | 6× Gold6     | 10× Platin10   | 2× Diamant2   | 792.500      | olis.pl                                                   |
| Portugal (AFP)                                                                               | —            | 6× Gold6     | 59× Platin59   | —             | 692.000      | Einzelnachweise                                           |
| Russland (NFPF)                                                                              | —            | Gold1        | Platin1        | —             | 30.000       | 2m-online.ru                                              |
| Schweden (IFPI)                                                                              | —            | 2× Gold2     | 17× Platin17   | —             | 1.190.000    | sverigetopplistan.se                                      |
| Schweiz (IFPI)                                                                               | —            | 6× Gold6     | 21× Platin21   | —             | 625.000      | hitparade.ch                                              |
| Singapur (RIAS)                                                                              | —            | Gold1        | 4× Platin4     | —             | 45.000       | rias.org.sg                                               |
| Spanien (Promusicae)                                                                         | —            | 22× Gold22   | 48× Platin48   | —             | 3.400.000    | elportaldemusica.es ES2                                   |
| Türkei (Mü-YAP)                                                                              | —            | Gold1        | —              | —             | 5.000        | mu-yap.org                                                |
| Ungarn (MAHASZ)                                                                              | —            | —            | 5× Platin5     | —             | 30.000       | slagerlistak.hu                                           |
| Vereinigte Staaten (RIAA)                                                                    | —            | 2× Gold2     | 56× Platin56   | Diamant1      | 65.100.000   | riaa.com                                                  |
| Vereinigtes Königreich (BPI)                                                                 | 14× Silber14 | 7× Gold7     | 106× Platin106 | —             | 51.662.000   | bpi.co.uk                                                 |
| Insgesamt                                                                                    | 14× Silber14 | 151× Gold151 | 903× Platin903 | 16× Diamant16 |              |                                                           |